# Mitsuo Kamata
Mitsuo Kamata (鎌田 光夫, Kamata Mitsuo, Ibaraki, 16 december 1937) is een Japans voormalig voetballer die als verdediger speelde.

## Clubcarrière
In 1956 ging Kamata naar de Chuo University, waar hij in het schoolteam voetbalde. Kamata veroverde er in 1957 de Beker van de keizer. Nadat hij in 1960 afstudeerde, ging Kamata spelen voor Furukawa Electric. Kamata veroverde er in 1960, 1961 en 1964 de Beker van de keizer. 1965 werd de ploeg opgenomen in de Japan Soccer League, de voorloper van de J1 League. In 10 jaar speelde hij er 106 competitiewedstrijden en scoorde 6 goals. Kamata beëindigde zijn spelersloopbaan in 1974.

## Japans voetbalelftal
Mitsuo Kamata debuteerde in 1958 in het Japans nationaal elftal en speelde 44 interlands, waarin hij 2 keer scoorde.

## Statistieken
| Japans voetbalelftal | Japans voetbalelftal | Japans voetbalelftal |
| Jaar                 | Wed.                 | Dlp.                 |
| -------------------- | -------------------- | -------------------- |
| 1958                 | 2                    | 0                    |
| 1959                 | 10                   | 0                    |
| 1960                 | 0                    | 0                    |
| 1961                 | 7                    | 1                    |
| 1962                 | 7                    | 1                    |
| 1963                 | 4                    | 0                    |
| 1964                 | 2                    | 0                    |
| 1965                 | 3                    | 0                    |
| 1966                 | 0                    | 0                    |
| 1967                 | 2                    | 0                    |
| 1968                 | 3                    | 0                    |
| 1969                 | 4                    | 0                    |
| Totaal               | 44                   | 2                    |